# Die Mörderin (Erzählung)
Die Mörderin (griech. Ἡ φόνισσα i fónissa) ist eine neugriechische Erzählung, die 1903 als Fortsetzungsgeschichte erstmals erschien. Sie gilt als Höhepunkt im Schaffen des Schriftstellers Alexandros Papadiamantis und als eines der wichtigsten Prosawerke neugriechischer Literatur.

## Handlung

### Kapitel 1–7: Der erste Mord
Die Mörderin spielt wie die meisten Erzählungen Papadiamantis’ etwa zur Mitte des 19. Jahrhunderts auf der Ägäis-Insel Skiathos. Protagonistin der Handlung ist Frangojannou, auch Chadoula genannt, eine ca. 60-jährige Hebamme und Heilerin, die beim nächtlichen Wachehalten bei ihrer zwei Wochen alten, kranken Enkeltochter ihr Leben revue passieren lässt. Das Mitleid mit dem schwächlichen, hustenden Neugeborenen und ihre eigenen leidvollen Erinnerungen als Frau, die immer für andere da sein musste und sich als „Sklavin“ ihrer Eltern, ihres Ehemanns, ihrer Kinder und Kindeskinder fühlte, verschmelzen zu der Erkenntnis, dass jegliche Geburt einer Tochter für alle Beteiligten nur großes Leid bedeute und dass es am besten sei, wenn diese gleich wieder stürbe. Denn je mehr Töchter eine Familie habe, umso schwieriger sei es, alle mit einer ansehnlichen Mitgift auszustatten. Schließlich erstickt Frangojannou, die aufgrund von Schlafmangel und unter dem Eindruck ihrer trübsinnigen Erinnerungen nicht bei klarem Verstand ist, ihre eigene Enkeltochter. Da das Kind ohnehin krank war, fällt kein Verdacht auf Frangojannou. Diese Haupthandlung wird in den ersten Kapiteln immer wieder unterbrochen von Rückblenden in die Familiengeschichte Frangojannous.

### Kapitel 8–10: Weitere Opfer
Einige Zeit später kommt Frangojannou beim Sammeln von Kräutern zufällig an einem Anwesen vorbei und sieht die zwei jungen Töchter der Familie beim Spielen an einem gefüllten Wasserbecken. Der Vater arbeitet in einiger Entfernung auf dem Feld, die Mutter liegt krank im Bett – so kann sich Frangojannou gefahrlos nähern und ihren zweiten Mord ausführen: Einer spontanen Eingebung folgend stößt sie die beiden Mädchen ins Wasser und sorgt dafür, dass sie ertrinken. Wie beim Mord an ihrer eigenen Enkelin stellt sie sich anschließend selbst als unschuldig dar.
Das vierte Opfer, wieder ein Mädchen, folgt wenige Wochen später. Frangojannou legt diesmal zwar nicht selbst Hand an; sie befindet sich jedoch in unmittelbarer Nähe, als die kleine Xenoula in einen Brunnen fällt, und unternimmt absichtlich nichts zu deren Rettung. Wiederum gelingt es ihr, die Dinge so darzustellen, dass der Unfall des Mädchens tatsächlich nur als ein solcher erscheint und sie selbst frei von Verdacht bleibt. Während all der Morde erscheint Frangojannou nicht als gefühlskalte und eiskalt planende Mörderin, sondern als eine Frau, die zu ihren Opfern mitunter zunächst zärtlich ist, ihre Morde dann als Vollzug göttlichen Willens und spontanen Verlockungen folgend ausführt, von Schuldgefühlen heimgesucht wird und betet.

### Kapitel 11–15: Flucht vor der Polizei
Allerdings wird die Obrigkeit aufgrund ihres wiederholten Beiseins beim Tod von nunmehr vier Mädchen argwöhnisch und beschließt, Frangojannou mit einem zusätzlichen Verhör unter Druck zu setzen. Diese sieht sich durch das Erscheinen zweier Polizisten vor ihrem Haus in die Enge getrieben und flieht.
Frangojannou kann sich zunächst über Wasser halten, indem sie sich von einer Freundin im Keller verstecken lässt und dann zu Fuß in einsame Landstriche der Insel flüchtet. Gegen medizinische Behandlungen mit Kräutern und Salben findet sie schließlich Unterkunft im Haus eines Hirten, dessen Frau vor kurzem ein Mädchen zur Welt gebracht hat und der vom Verdacht gegen sie noch nichts erfahren hat. Schließlich wird sie aber auch dort von den Polizisten aufgestöbert und muss überstürzt fliehen, wobei sie ihr letztes Hab und Gut zurücklässt. Tags darauf kehrt sie noch einmal zur Hirtenfamilie zurück, um ihren bei der Flucht zurückgelassenen Korb abzuholen, und nützt einen unbeobachteten Moment dazu, das neugeborene Mädchen zu erwürgen – ihr fünftes und letztes Opfer.

### Kapitel 16–17: Ende
Im weiteren Verlauf der Flucht verbleiben Frangojannou nur noch sehr schwer zugängliche und einsame Verstecke wie eine Felsgrotte am Meer. Sie wird von immer schlimmeren Alpträumen und Schuldgefühlen heimgesucht und sieht ihre letzte Hoffnung auf Rettung in der Flucht von der Insel aufs Festland, wofür sie jedoch von einem Schiff mitgenommen werden müsste. So beschließt sie in ihrer Ausweglosigkeit, Vater Akakios aufzusuchen, einen Eremiten, der in der Einsiedelei „Heiliger Erlöser“ wohnt. Dort, so hofft sie, werde sie ihre Sünden beichten und darauf hoffen können, dass ihr der Mönch beim Beginn eines neuen Lebens helfe. Die letzte Etappe ihrer Odyssee führt Frangojannou, die mittlerweile von mehreren Verfolgern gejagt wird, zur Felsklippe, auf der sich die Einsiedelei befindet und die nur bei Ebbe zu Fuß erreichbar ist, während sie bei Flut durch das Meerwasser von der Küste abgetrennt und zur Insel wird. Gerade als die Flut zurückkommt, macht Frangojannou die ersten Schritte auf den Sandstreifen, der in kürzester Zeit vom Wasser verschluckt wird. Ihr Blick fällt noch einmal auf einen an der Küste gelegenen Acker, den sie als ihre eigene Mitgift erkennt, die sie bei ihrer Hochzeit erhalten hat; ihre letzten Worte lauten: „Oh! Das ist ja meine Mitgift!“ Damit wird ein Kreisschluss in die eigene Vergangenheit vollzogen und das zentrale Motiv der Erzählung, die Problematik der Mitgift, noch einmal aufgegriffen. Das Wasser steigt schließlich höher und höher, bis die entkräftete alte Frau im Meer versinkt und nur zehn Schritt vom „Heiligen Erlöser“ entfernt ertrinkt – und zwar, wie die letzten Worte der Erzählung sagen, „auf halbem Weg zwischen göttlicher und menschlicher Gerechtigkeit“.

## Formales und Sprache
Die Mörderin erschien zwischen dem 15. Januar und dem 15. Juni 1903 als Fortsetzungsgeschichte in der Zeitschrift Panathínäa (Παναθήναια) in Athen. Es handelt sich dabei je nach Definition um eine Erzählung, eine Novelle oder einen Roman, bestehend  aus 17 Kapiteln und mit einer Gesamtlänge von rund 150 Seiten. Sie trägt den Untertitel Sozialer Roman (κοινωνικόν μυθιστόρημα).
Entsprechend den Gepflogenheiten der damaligen Zeit hält sich Die Mörderin als Prosatext noch an die ans Altgriechische angelehnte Hochsprache, die Katharevousa, und vermeidet die gesprochene Sprache des Volkes (Dimotiki) als Erzählsprache. Allerdings lässt Papadiamantis die Volkssprache in Dialogen bereits zu Wort kommen, worin er Georgios Vizyinos ähnelt. Ansonsten bedient sich Papadiamantis einer sehr ausdrucksstarken und kunstvollen Katharevousa, die sowohl sehr gelehrte Elemente (ἐν τῇ νήσῳ auf der Insel) als auch volkstümliche Vokabeln (τὸ μαχαιράκι das Messerchen) enthält. Seine Erzählungen stellen einen der wenigen Fälle dar, wo die Hochsprache in ästhetisch vollendeter Form erfolgreich eingesetzt wird und hohe literarische Qualität besitzt. Papadiamantis gilt als letzter großer Autor der Katharevousa und zugleich als der Erste, der ihr eine Lebendigkeit verlieh, wie sie sonst nur für die Volkssprache charakteristisch war. Die Mörderin ist damit auch auf sprachlich-stilistischer Ebene ein einzigartiges Dokument in der neugriechischen Literatur.

## Hintergrund

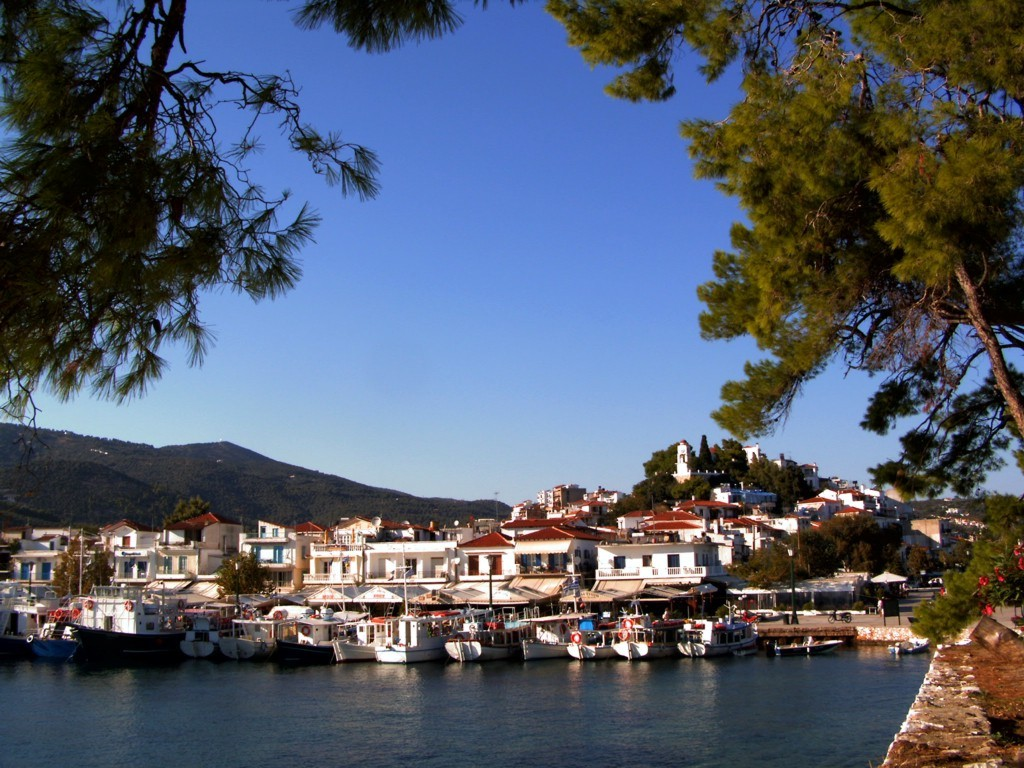
Skiathos-Chora, damals wie heute ein idyllischer Ort der Peripherie

Papadiamantis’ Mörderin erschien in einer Zeit, als der historische Roman des 19. Jahrhunderts bereits von realistischen oder naturalistischen Literaturformen in den Hintergrund gedrängt war. Es war die Zeit der Sittenschilderung oder Ethographie (ηθογραφία), in der zunehmend sozialkritische und psychologische Stoffe, meist in ländlichem Ambiente, das literarische Geschehen bestimmten. In der Erzählung Die Mörderin finden sich diese Dimensionen in Form der idyllischen, fast paradiesischen Szenerie der Insel Skiathos einerseits und in den unheimlichen Abgründen und der Zerrissenheit der menschlichen Seele andererseits, wie sie sich in der Hauptdarstellerin manifestieren. Die Figuren und Landschaften der Erzählung sind mehrheitlich wenig fiktiv, sondern den realen örtlichen Gegebenheiten Skiathos’ und den Erinnerungen Papadiamantis’ entnommen.

## Bedeutung und Interpretation
Papadiamantis, ein Meister der Schilderung einfacher Menschen und ihres Lebensraums, greift in seiner Erzählung ein soziokulturelles Problem auf, das im Griechenland des 19. Jahrhunderts große Tragweite besaß: Die Armut der Landbevölkerung verbunden mit der Tradition der Mitgift. Diese entwickelte sich zunehmend zu einer zwanghaften, staatlichen Institution, die weniger wohlhabende Familien mit mehreren Töchtern oftmals in den Ruin trieb und viele Männer zur Emigration zwang. Die Tötung neugeborener Mädchen war ein nicht unbekanntes Phänomen in dieser Zeit. Viele Deutungsversuche wollen in Papadiamantis’ berühmtester Erzählung eine Parallele zu seinem eigenen Leben erkennen, war dieser doch der erstgeborene Pfarrerssohn einer Familie mit vier Töchtern; andere Interpretationen gehen so weit, Papadiamantis mit Frangojannou selbst zu identifizieren.
Die Mörderin ist ein Werk, das auf verschiedenen Ebenen verstanden werden kann: Als realistischer Roman, der von einer rationalen Überlegung ausgeht – der der ungerechten Stellung der Frau in der Gesellschaft –, ist sie gleichermaßen glaubwürdiges Abbild einer historischen Epoche und Sozialkritik, sie ist psychologische Novelle und zugleich kriminologischer Thriller, vor allem aber ist sie ein sprachliches Dokument von schlichter Schönheit. Ohne feministisch zu sein oder Frauen zu verherrlichen, ist Die Mörderin das „Buch einer Frau“ – Männer spielen in der Handlung nur eine untergeordnete Rolle und treten angesichts der vielen zentralen weiblichen Figuren in den Hintergrund. Die wenigen Männer, die vorkommen, tragen meist komische Züge (Gendarmen) oder werden als äußerst naiv und einfältig (Väter der Opfer 1, 2, 3 und 5) beziehungsweise als abstoßende Monster (Mitros, der Sohn von Frangojannou, selbst ein Mörder) dargestellt.

## Nachwirken
Die Oper I fonissa von Giorgos Koumendakis basiert auf dem Roman. Sie wurde 2014 von der Griechischen Nationaloper uraufgeführt.